# L'avventura degli Ewoks
L'avventura degli Ewoks (The Ewok Adventure) è un film per la televisione del 1984, diretto da John Korty.
Il film, trasmesso per la prima volta in America dalla ABC il 25 novembre 1984 e di cui venne successivamente realizzato un sequel ovverosia Il ritorno degli Ewoks, è da considerarsi uno spin-off facente parte dell'Universo espanso della saga fantascientifica Guerre stellari ed è collocato cronologicamente tra L'Impero colpisce ancora e Il ritorno dello Jedi.

## Trama
Sulla Luna boscosa di Endor precipita una piccola astronave, con a bordo la famiglia Towani: i due genitori, Mace, ragazzo quattordicenne e la sorella minore, Cindel. Mentre i genitori vengono rapiti da un terribile mostro chiamato Gorax, che da anni semina il panico e la distruzione tra le tribù del pianeta, Mace e la dolce Cindel vengono accolti da una tribù dei pacifici Ewok, piccoli alieni simili a orsi. Il ragazzo, però, è deciso a ritrovare i genitori e, grazie all'aiuto degli Ewok, contatta un saggio che gli svela il luogo dove Gorax ha nascosto i suoi cari: una grotta di una montagna dalla quale nessuno ha mai fatto ritorno poiché Gorax non ama gli ospiti. Mace è convinto e vuole partire: con lui verranno anche la sorella e un gruppo di Ewok; nel gruppo, successivamente, si aggrega Ciukha Trok, Ewok proveniente da una diversa tribù.
Dopo diversi ostacoli e imprevisti, il gruppo arriva alle falde del monte. Per incontrare Gorax dovranno salire fino alla cima. Finalmente giunti nel luogo dove vengono tenuti intrappolati i genitori dei due fratelli, Mace libera i prigionieri mentre gli Ewok distraggono Gorax, il quale, infuriato, inizia a lottare contro il gruppo, ma ha la peggio, grazie all'ascia di Mace, che gli era stata data da Chuka, e precipita dal monte.
La famiglia, finalmente riunita, ritorna al villaggio, dove la tribù li festeggia come eroi.

## Produzione
Dopo aver ultimato Il ritorno dello Jedi, George Lucas pensò di espandere sistematicamente l'universo di Guerre stellari con videogiochi, fumetti, libri e prodotti televisivi. L'avventura degli Ewoks, però, non è il primo tentativo di allargare gli orizzonti della saga: nel 1978, infatti, dopo il grande successo del film Guerre stellari, in occasione del Giorno del ringraziamento, venne trasmesso in televisione lo Star Wars Holiday Special. Lo speciale, però, non piacque a George Lucas, in quanto non fu coinvolto personalmente nel progetto, ma lasciò ad altri la realizzazione. Per questo film, dunque, scrisse il soggetto, lasciando a terzi la produzione, ma controllando di persona l'intero sviluppo, per assicurarsi della qualità del prodotto. Il film fu ultimato in sette settimane: sei di riprese e una di re-shoot, durante la quale furono rigirate scene o sequenze che, secondo il produttore o il regista, non andavano bene. Il re-shoot venne effettuato dallo stesso Lucas, che girò e montò la parte finale del film, in quanto Korty era impegnato a dirigere un altro film e non poteva tornare a rifare le ultime scene.
Per promuovere il film, l'ABC girò uno spot, ambientato in un drive-in anni cinquanta sulla Terra. Nel filmato sono presenti Mace, Cinder e un paio di Ewok, che invitano gli spettatori a guardare il telefilm. Lucas, però, appena lo vide, bloccò la messa in onda di tale spot, in quanto non gli piacque l'idea di vedere sulla Terra quei personaggi.

## Adattamento
Nel 1985 Random House pubblicò un adattamento a libri per bambini de L'avventura degli Ewoks di Amy Ehrlich, intitolato The Ewoks and the Lost Children, che include immagini fisse del film.

## Distribuzione

### Home video
Il film, dopo la messa in onda nel 1984, fu distribuito in VHS e Laserdisc solo nel 1990 attraverso la MGM. Il DVD dovette aspettare circa vent'anni. Tra questa versione e quella in laserdisc ci sono diverse differenze:
- Il titolo del film, che inizialmente era The Ewok Adventure, divenne Caravan of Courage: An Ewok Adventure.[4]
- Bob Carrau divenne, nei titoli di testa, Sceneggiatore, mentre prima era semplicemente Scrittore.[4]
- Il logo iniziale venne modificato. Infatti la prima versione venne distribuita dalla MGM, mentre il DVD fu pubblicato dalla 20th Century Fox.[4]

Il 23 novembre 2004 venne pubblicata, solo negli Stati Uniti, una versione digitale contenente il film e il suo sequel, Il ritorno degli Ewoks (Ewoks: The Battle for Endor). La confezione era composta da un disco a doppio strato, con ciascun film su ogni lato.
Contenuti:
- Entrambi i film della serie
- Presentato nell'originale aspect ratio 1.33:1
- Lingua sottotitoli: inglese
- Tracce audio: inglese (Dolby Digital 2.0 Surround)